# Суброгация (обязательственное право)
Суброгация (лат. subrogatio — замена) — переход к лицу, исполнившему обязательство за другое лицо, прав кредитора.
Когда третье лицо, по соглашению или с кредитором, или с должником, уплачивает за последнего долг по обязательству, ему предоставляется вступить в право кредитора по этому обязательству. Суброгация — это фиктивная передача, в силу которой обязательство, погашенное третьим лицом, не уничтожается, но сохраняет свою силу относительно должника в пользу третьего лица, плательщика. 
Кроме того, все законодательства признают, независимо от передачи по соглашению, переход в определённых случаях права по обязательству вследствие платежа, совершённого третьим лицом, в силу закона, без воли прежнего кредитора. 
Суброгация особенно распространена в страховании, где понимается как переход к страховщику, выплатившему страховое возмещение, права требовать компенсацию с лица, ответственного за ущерб, причиненный страхователю в пределах возмещенного. Суброгацией называется один из частных случаев внедоговорной замены кредитора в обязательстве. С одной стороны, суброгацию следует отличать от замены кредитора в обязательстве согласно договору (цессия, факторинг, индоссамент), так как в отличие от договорных форм замены кредитора правовое основание суброгации — не в договоре, а в законе. С другой стороны, суброгацию следует отличать от регресса. На практике суброгация отличается от регресса тем, что при суброгации течение срока исковой давности заново не начинается, и должник может заявить о пропуске этого срока точно так же, как если бы вместо нового кредитора действовал старый.
Институт суброгации обрел широкое воплощение в Кодексе Наполеона. В частности, там предусмотрены такие случаи: 1) конкурсный кредитор последующей очереди оплачивает конкурсного кредитора предыдущей очереди; 2) приобретатель недвижимости выплачивает её цену держателю ипотеки (тут предметом суброгации есть полномочия ипотекодержателя); 3) наследник, оплативший со вступлением в наследство долги наследодателя.
В немецком гражданском праве частные формы суброгации не выговорены столь подробно. Этим объясняется малоизвестность указанного института русскому праву, формировавшемуся под огромным влиянием немецкой школы.
В российском гражданском праве суброгация особо упоминается в ст. 965 Гражданского кодекса Российской Федерации, однако случаи суброгации не исчерпываются этим указанием (например, предоставление с последующей суброгации указано в п. 5 ст. 313 и п. 1 ст. 365 Кодекса).